# عدد جبری
یک عدد جبری (طبق اصطلاحی که کرونکر ریاضی‌دان آلمانی بکار برد )، یک عدد مختلط است که پاسخ معادله‌ای به شکل زیر باشد:
anxn + an−۱xn−۱ + ··· + a۱x + a۰ = ۰
که ضریب‌های a۰ تا an در این معادله چندجمله‌ای، عددهایی گویا باشند.
اگر an = ۱، به ریشه‌های معادلهٔ بالا عدد جبری صحیح گویند.
در حالت کلی اگر ضریب‌های معادلهٔ چندجمله‌ای‌مان از یک میدان دیگری به غیر از اعداد گویا آمده باشند، فرض کنید میدان 
{\displaystyle k}،
ریشه‌های آن را عددهایی جبری روی میدان
{\displaystyle k}
گوئیم و قید نکردن نام میدان در حالتی که در متن اشاره‌ای به میدان خاصی نشده باشد به معنای این است که میدان را اعداد گویا گرفته‌ایم و ریشه‌ها نیز در میدان شکافندهٔ این میدان در نظر گرفته شده‌اند که الزامی ندارد حتماً اعداد مختلط باشد، برای نمونه اگر ضریب‌ها از میدانی با سرشت‌نمای ناصفر بیایند دیگر هیچ گونه رابطهٔ شمولی بین میدان در بردارندهٔ ریشه‌ها و میدان اعداد مختلط وجود ندارد.
به عدد مختلطی که جبری نباشد، یعنی هیچ معادلهٔ چندجمله‌ای با ضریب‌های گویا که ریشه‌اش شود نتوان یافت، یک عدد متعالی گوئیم. از عددهای متعالی مشهور می‌توان عدد نپر و عدد پی را نام برد. اولین عدد متعالی را ریاضی‌دان فرانسوی جوزف لیوویل در سال ۱۸۴۴ میلادی با اثبات معرفی کرد
که گسترش آن اثبات خانوادهٔ بزرگی از اعداد متعالی را آشکار ساخت و به احترام او آن‌ها را اعداد لیوویل می‌گویند.
به روش مشابه اعدادی را که جبری روی میدان
{\displaystyle k}
نباشند را ۰ متعالی روی
{\displaystyle k}
می‌نامند.
اعداد جبری تعریف دقیقی ندارند

## نمونه‌ها
- تمامی اعداد گویا جبری هم هستند، چرا که، خارج قسمت دو عدد صحیح {\displaystyle p\!} و {\displaystyle q\!} که {\displaystyle q} ناصفر باشد، یعنی، {\displaystyle {\frac {p}{q}}\!} ریشهٔ معادلهٔ {\displaystyle qx-p=0\!} است.
- ریشهٔ {\displaystyle n}اُم یک عدد گویا عددی جبری است. یک عدد گویا مانند {\displaystyle q\in \mathbb {Q} } بردارید و ریشهٔ {\displaystyle n} آن یعنی {\displaystyle {\sqrt[{n}]{q}}} را در نظر بگیرید. ممکن است در عددهای حقیقی موجود نباشد ولی در عددهای مختلط برای اعداد منفی نیز ریشهٔ زوج تعریف می‌شود و اعداد جبری عددهای مختلط هستند پس اگر برای نمونه با جذر منهای یک روبرو هستیم مشکلی وجود ندارد. این عدد یک ریشه از چندجمله‌ای {\displaystyle x^{n}-q} است.

## ویژگی‌ها
- اعداد جبری شمارش پذیر هستند.[۳]
- عددهای جبری نسبت به جمع و ضرب و قرینه و واورن (وارون عدد جبری ناصفر) بسته هستند بنابراین با دو عمل جمع و ضرب معمولی اعداد تشکیل یک میدان می‌دهند.[۴]